# Zoo Tycoon
Zoo Tycoon — это серия компьютерных игр, берущая начало в 2001 году. Все игры серии фокусируются на строительстве, обустройстве и поддержании работоспособности успешного зоопарка, хотя в сценариях могут быть и другие цели.

## История развития
Blue Fang Games была основана 1998. Создатели компании решили, что на рынке компьютерных игр почти не представлены игры, связанные с животными. Поэтому, вдохновившись RollerCoaster Tycoon, в Blue Fang начали разработку экономического симулятора зоопарка..
Blue Fang выпустила Zoo Tycoon в 2001 году. Затем, в 2002 году, последовали 2 дополнения: Dinosaur Digs и Marine Mania. В 2003 году была выпущена Zoo Tycoon: Complete Collection, которая включала дополнения Dinosaur Digs и Marine Mania, а также бонусное загружаемое дополнение (DLC) Endangered Species, также доступное для бесплатного скачивания с сайта компании Microsoft.
В 2004 был выпущено продолжение игры под названием Zoo Tycoon 2. В 2005 на Nintendo DS была выпущена специальная версия Zoo Tycoon, а также первое дополнение для Zoo Tycoon 2 — Endangered Species. Годом позднее было выпущено сразу три дополнения: African Adventure, Dino Danger Pack и Marine Mania. Dino Danger Pack являлся DLC и продавался через кредитную карту через официальный сайт Zoo Tycoon 2.
16 октября 2007 было выпущено следующее дополнение к Zoo Tycoon 2 — Extinct Animals. Версия Zoo Tycoon 2 для Nintendo DS (Zoo Tycoon 2 DS) вышла в феврале 2008, а затем появилась и Ultimate Collection — полное собрание Zoo Tycoon 2 со всеми дополнениями.
Контракт Blue Fang с Microsoft кончился в 2009 году.

## Игры серии
- Zoo Tycoon (2001)
  - Zoo Tycoon: Dinosaur Digs (2002)
  - Zoo Tycoon: Marine Mania (2002)
  - Zoo Tycoon: Complete Collection (2003) (сборник)
- Zoo Tycoon 2 (2004)
  - Zoo Tycoon 2: Endangered Species (2005)
  - Zoo Tycoon 2: African Adventure (2006)
  - Zoo Tycoon 2: Dino Danger Pack (2006)
  - Zoo Tycoon 2: Zookeeper Collection (2006) (сборник)
  - Zoo Tycoon 2: Marine Mania (2006)
  - Zoo Tycoon 2: Extinct Animals (2007)
  - Zoo Tycoon 2: Ultimate Collection (2008) (сборник)
- Zoo Tycoon DS (2005)
- Zoo Tycoon 2 DS (2008)
- Zoo Tycoon (2013)
- Zoo Tycoon: Ultimate Animal Collection (2017) (сборник)